# Survivin'
Survivin' è un singolo del gruppo musicale britannico Bastille, pubblicato il 22 settembre 2020 come secondo estratto dal sesto EP Goosebumps.

## Tracce
1. Survivin' – 2:53

## Classifiche
| Classifica (2020-21) | Posizione massima |
| -------------------- | ----------------- |
| Belgio (Fiandre)     | 54                |
| Belgio (Vallonia)    | 83                |
| Croazia              | 89                |
| Islanda              | 29                |